# 尼兹瓦
尼兹瓦（阿拉伯语：‎，羅馬化：Nizwá），又译作尼日瓦或奈茲瓦，是阿曼內地省最大的城市，位于马斯喀特西南约200公里。
尼兹瓦历史上是阿曼教长国古都之一，后于1955年被马斯喀特军队在英国军队的协助下攻占，城市也在战斗中受到巨大破坏。
自从卡布斯苏丹上台后，阿曼政府投入了大量资金复兴尼兹瓦，现在该城已经恢复其椰枣加工中心、内地贸易中心和旅游胜地的地位。